# Christopher Gartin
Christopher Russell Gartin (12 gennaio 1974) è un attore statunitense.

## Biografia
È meglio conosciuto per il suo ruolo del 1996 Tremors 2: Aftershocks. Ha avuto ruoli in film come As Virgins Fall, Friends & Family. In TV, Gartin ha avuto ruoli in TV show come CSI: Crime Scene Investigation, Will & Grace, e ha interpretato Rob Hartman in Finding Judas episodio del telefilm Dr. House - Medical Division. Nel luglio 2007 partecipa a Side Order of Life sul Network LifeTime. Nel 2009 appare nel telefilm di HBO True Blood come Hugo, l'amante umano di Isabel.

### Vita privata
Nato a New York, ha sposato una donna australiana, Joanne Gartin.

## Filmografia parziale

### Cinema
- Tremors 2: Aftershocks (Tremors II: Aftershocks), regia di Steven Seth Wilson (1996)
- Johns, regia di Scott Silver (1996)
- Sparami stupido! (Friends & Family), regia di Kristen Coury (2001)
- Il cigno nero (Black Swan), regia di Darren Aronofsky (2010)

### Televisione
- Melrose Place - serie TV (1994)
- Dr. House - Medical Division (House, M.D.) - serie TV, episodio 3x09 (2006)
- Side Order of Life - serie TV (2007)
- True Blood - serie TV (2009)
- CSI - Scena del crimine (CSI: Crime Scene Investigation) – serie TV, episodio 11x02 (2010)

## Doppiatori italiani
Nelle versioni in italiano delle opere in cui ha recitato, Christopher Gartin è stato doppiato da:
- Alessandro Budroni in The Mentalist, Code Black
- Edoardo Stoppacciaro in Perception, Desperate Housewives
- Valerio Sacco in Dr. House - Medical Division
- Giorgio Borghetti in Private Practice
- Riccardo Scarafoni in CSI - Scena del crimine